# MBC Music
MBC Music (tiếng Hàn: MBC 뮤직, 엠비씨 뮤직) là kênh truyền hình đặc biệt của Hàn Quốc thuộc sở hữu MBC Plus Media. Kênh truyền hình cáp chủ yếu phát sóng các chương trình âm nhạc.
Kênh truyền hình được mở vào 1 tháng 2 năm 2012 với chương trình âm nhạc mới Show Champion.

## Chương trình
Đây là những chương trình hiện đang được phát trên MBC Music:

### Chương trình mới
- Section TV (đồng thời trên MBC-TV.)

### Chương trình thực tế
- We Got Married (đồng thời trên MBC-TV.)
- Dad, Where Are You Going? (đồng thời trên MBC-TV.)
- Infinite Challenge (đồng thời trên MBC-TV.)
- Oh! My Skarf
- Making of The Star
- Secret no.1
- Music and Lyrics
- Younha's Come to My Home
- Powder Room
- Abbey Road
- Gangnam Feel Dance School

### Chương trình âm nhạc
- Show! Music Core (đồng thời trên MBC-TV.)
- I Music U (không quảng cáo)
  - I Music U 4 sáng
  - I Music U 7 sáng
  - I Music U 8 sáng
  - I Music U 3 chiều
  - I Music U 6 chiều
  - I Music U 10 chiều
  - I Music U theo yêu cầu
- Daily Best K-pop
- Show Champion
- All The K-pop
- Music Talk Talk My Bling Bling MV
- Old and New
- KPOP Live
- Music Magazine
- Morning Pop
- Music Scanner The Code
- Weekly Idol
- Hot Track
- Live Clip
- MP4
- Shh!

### Chương trình đặc biệt
- Super Show 5 - Mộ bộ phim tư liệu ở Nam Mỹ nói về chuyến lưu diễn của Kangin, phát sóng từ 13 tháng 6 năm 2013 trong 6 tuần.[3]
- MelOn Music Awards (2012-nay, đồng thời trên MBC Every 1, MBC DramaNet, MBC QueeN và MBC Life)[4]